# Враг государства (Родина)
«Враг государства» (англ. «Enemy of the State») — первый эпизод седьмого сезона американского драматического телесериала «Родина», и 73-й во всём сериале. Премьера состоялась на канале Showtime 11 февраля 2018 года.

## Сюжет
Кэрри (Клэр Дэйнс) и Фрэнни живут в Вашингтоне, округ Колумбия, вместе с сестрой Кэрри, Мэгги (Эми Харгривз), её мужем Биллом (Маккензи Астин) и их дочерью-подростком Джози (Кортни Гросбек). Напряжённость в семье высока, поскольку Билл работает на президента Кин, в то время как Кэрри и Джози являются очень ярыми противниками её администрации.
На военном трибунале президент Кин (Элизабет Марвел) выступает за то, чтобы генерала Макклендона (Роберт Неппер) казнили за его роль в заговоре и покушении на убийство. В конечном счёте он приговорён к пожизненному заключению. Кин недовольна исходом и приказывает своему главе администрации, Уэллингтону (Лайнус Роуч), исправить это.
Кэрри убеждает сенатора Пэйли (Дилан Бейкер) поговорить с Данте Алленом (Морган Спектор), её связным из ФБР. Кэрри обещает, что Данте сделает заявление о проступках со стороны Кин и её сотрудников. Этим же вечером Данте прибывает на место, но Кэрри замечает человека, который преследует его. Она придумывает новое место для встречи, офис Мэгги, хотя для этого ей приходится позвонить Джози, чтобы она доставила ключи в офис. Встреча быстро разваливается, когда Данте отказывается давать показания, так как изначально он на это не соглашался. Вернувшись домой, Мэгги и Билл ругают Кэрри за то, что она поставила под угрозу Джози и Фрэнни. Мэгги утверждает, что беспечное поведение Кэрри переходит в маниакальное, хотя Кэрри настаивает на том, что она лечится.
Сола (Мэнди Патинкин), который всё ещё в тюрьме, навещает Уэллингтон. Он предлагает Солу не только освобождение, но и должность советника по национальной безопасности. Сол говорит, что согласится на это, но при условии, что все, кто попал под вторую волну арестов, будут немедленно освобождены, на что Уэллингтон отвечает отказом. Между тем Макс (Мори Стерлинг) проникает в команду, которая была отправлена в дом Уэллингтона, чтобы сделать прочёсывание. Он устанавливает несколько камер, которые позволяют Кэрри шпионить за Уэллингтоном.
Макклендона обыскивают, когда его отправляют в тюрьму. Офицер в резиновых перчатках осматривает рот Макклендона и хватает его за язык. Затем он выходит из комнаты, приказывая Макклендону одеваться. Несколько секунд спустя Макклендон падает, у него начинаются судороги, и он умирает на месте. Мы видим, как неопознанный офицер через монитор наблюдает за тем, как Макклендон падает и умирает, осторожно снимая перчатки и помещая их в пластиковый пакет.

## Производство
Режиссёром эпизода стала исполнительный продюсер Лесли Линка Глаттер, а сценарий написали Дебора Кан и шоураннер Алекс Ганса.

## Реакция

### Реакция критиков
Эпизод получил рейтинг 89% на сайте Rotten Tomatoes на основе девяти отзывов.
Брайан Таллерико из «New York Magazine» дал эпизоду 4 звезды из 5, объявив его «сильной премьерой сезона, которая выдаёт великолепную работу Клэр Дэйнс». Бен Трэверс из «IndieWire» отметил «отличный поворот в финале» и похвалил режиссуру Лесли Линки Глаттер, когда она сняла кульминационную цену.

### Рейтинги
Во время оригинального показа, эпизод привлёк внимание 1.22 миллиона зрителей, что больше на 140 000 зрителей по сравнению с премьерой предыдущего сезона.